# Elvis-észlelések

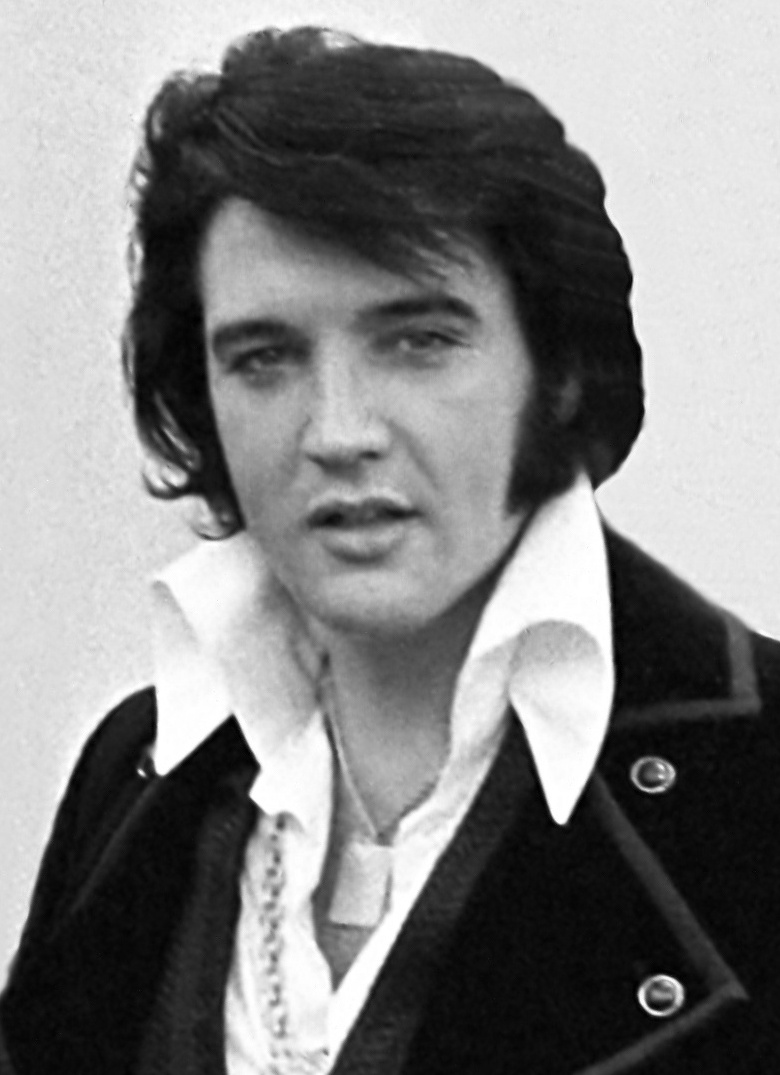
Elvis a Fehér Házban 1970-ban

Az Elvis-észlelések azok az incidensek, melyek során Elvis Presley amerikai énekest vélték többször látni annak 1977-ben bekövetkezett halála után. Gail Brewer-Giorgio és más szerzők népszerűsítették el ezt az összeesküvés-elméletet, amely szerint Elvis nem halt meg, hanem inkább elrejtőzött a nyilvánosság elől. Ezt a teóriát a népszerű előadóművész halálának rajongói elfogadhatatlansága táplálta; hasonló „bizonytalan halálokra” vonatkozó teóriák más személyek esetében is előfordultak, mint John Wilkes Booth, de főleg olyan személyeknél voltak gyakoriak, akik eltűntek, mint Michael Rockefeller.

## Említésre méltó észlelési pletykák
A legkorábbi ismert állítólagos Elvis észlelése a memphisi nemzetközi repülőtéren volt, ahol egy Elvisre kísértetiesen hasonlító férfi a Jon Burrows álnevet adta meg, amely ugyanaz a név volt melyet Elvis a szállodák foglalások alkalmával használt. Állítólagos megfigyelések sorozata történt a michigan megyei Kalamazoo városában is az 1980-as évek végén. Az ilyen riportok nyilvános nevetségessé váltak, és olyan humoros kiadványok alapjául szolgáltak, mint a Weekly World News. Kaliforniában sokan azt hitték, hogy látták Elvist a helyi Legoland vidámparkban, röviddel az 1999-es megnyitását követően. Később kiderült, hogy az Elvis-imitátorokat szórakoztatás céljából vették fel, hogy Presley személyére emlékezzenek.
1988 végén az LS Records kiadó kiadta a Spelling on the Stone című dalt, amelyet egy ismeretlen énekes énekelt, akit állítólag Elvissel azonosítottak. A dal narratívája azt sugallta, hogy Presley valójában nem halt meg. Az Airplay megerősítette, hogy a dal által country zenei hangzása miatt számos hallgató felhívta a rádióállomásokat, és jelentették az énekes észlelését a dal hallatán, miközben az említett állomások programigazgatói azon vitatkoztak, hogy a dal éneksávja valójában Presley-nek tulajdonítható-e vagy sem.
A pletykák szerint Elvis az 1990-es Reszkessetek, betörők! című film reptéri jeleneteiben is látható. Azt állították, hogy a garbót és sportdzsekit viselő szakállas férfi, aki Catherine O'Hara karakterének bal válla fölött volt látható, miközben a nő a légitársaság alkalmazottjával veszekszik. A paranormális jelenségek kutatója, Ben Radford így válaszolt Elvisnek, aki megpillantotta a hívőket: "Miért hamisítanád meg a halálodat, hogy aztán statisztaként szerepelj egy népszerű filmben? Hogyan lehet, hogy a szereplők és a stáb nem vette észre a világ egyik leghíresebb figurájának jelenlétét ? Még ha nagyon másképp is nézett ki, el tudta volna álcázni a hangját és a modorát?" Radfordot felkérték, hogy találja meg azt a színészt, aki ezt a szerepet játszotta, és bebizonyítsa, hogy nem Elvis volt a jelenetben látható. Kifejtette, hogy a bizonyítás felelőssége az állítást benyújtó személyt terheli. A USA Todaynek adott interjújában Chris Columbus , a film rendezője így válaszolt: "Ha Elvis a forgatáson lenne, tudtam volna róla".
Miután Radford felszólították, hogy találja meg ezt a statisztát, Kenny Biddle nyomozást indított, és megállapította, hogy a férfit Gary Richard Grott-nak hívták, aki 2016 februárjában halt meg szívrohamban. Biddle megtalálta Grott fiát, Romant, aki elmagyarázta, hogy az apja valójában a Reszkessetek, betörők! reptéri jelenetében statisztált, és hogy személyesen ismerte Chris Columbus rendezőt. Emiatt számos filmjében feltűnt statisztaként, köztük a már előbb említett filmben is.
Bill Bixby, aki Elvisszel együtt szerepelt a Micsoda buli és az Autópálya című filmekben, két televíziós különfilmet vezetett az összeesküvést vizsgálva: az 1991-es The Elvis Files és az 1992-es The Elvis Conspiracy dokumentumfilmeket. Az összeesküvést az 1990-es Les Manley in: Search for the King című videójáték is feldolgozza, ahol a címadó hős megpróbálja megtalálni Elvist (a játékban "a Király" néven ismert), hogy megnyerje a millió dolláros versenyt.
Egy hasonló kinézetű férfit láttak a graceland-i birtokon dolgozó kertészek, akik azt állították, hogy Elvis volt.

Emberek egy csoportja úgy véli, hogy Elvis valamilyen módon kapcsolatban állt a maffiával rocksztárként, titkosügynökként szolgált, és ez később kiderült. Ezért úgy vélik, hogy saját halálát megjátszotta, hogy megpróbálja átverni a maffiát.
Egyesek úgy vélik, hogy Elvis részt vett a saját 82. születésnapi ünnepségén. Egy Bob Joyce nevű idős férfit biztonsági őrökkel körülvette magát, akinek csupa ősz haj, ősz szakálla volt, és napszemüveget, valamint baseballsapkát viselt. Az összeesküvés-elméletek hívei szerint ő volt Elvis.
A Men in Black – Sötét zsaruk című sci-fi-kalandfilmben viccesen céloznak rá, hogy Elvis földönkívüli volt, aki csak „hazament”.

## Fordítás
Ez a szócikk részben vagy egészben  az   Elvis sightings című angol Wikipédia-szócikk fordításán alapul.  Az eredeti cikk szerkesztőit annak laptörténete sorolja fel. Ez a jelzés csupán a megfogalmazás eredetét és a szerzői jogokat jelzi, nem szolgál a cikkben szereplő információk forrásmegjelöléseként.